# Karang Anyar (Lahat)
Karang Anyar is een bestuurslaag in het regentschap Lahat van de provincie Zuid-Sumatra, Indonesië. Karang Anyar telt 622 inwoners (volkstelling 2010).